# Бхоги

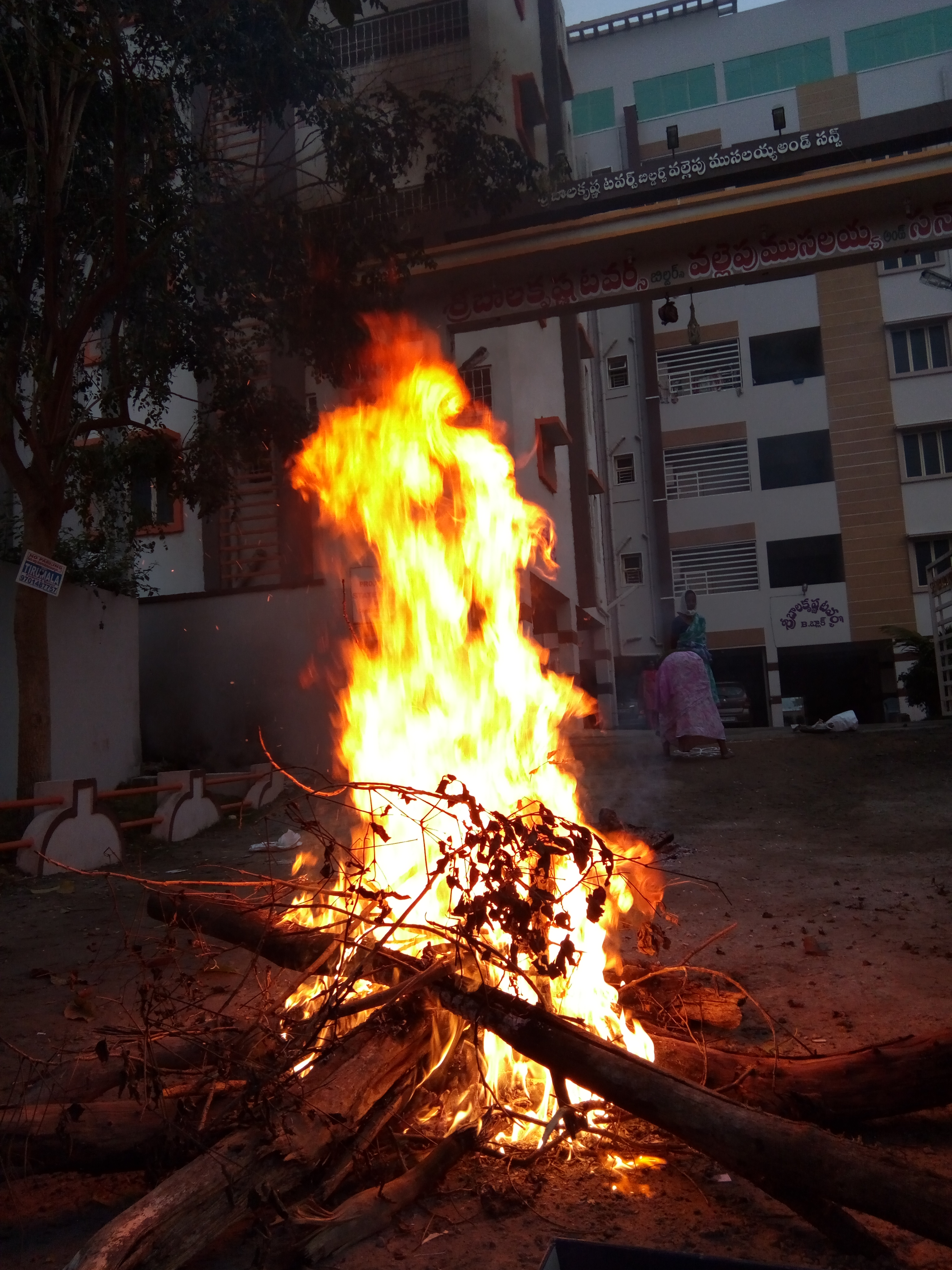
Разжигание костра в связи с празднованием Бхоги в «Шри Балакришна Тауэрс», Горантла, Гунтур

Бхоги (там. போகி, телугу భోగి) — это первый день четырехдневного индуистского праздника Макара-санкранти. По григорианскому календарю он обычно отмечается 13 или 14 января. Этот фестиваль широко празднуется в Тамилнаде, Андхра-Прадеше, Телингане, Карнатаке и Махараштре.
Считается, что во время Бхоги надо избавляться от старых и заброшенных вещей, сжигая их в костре, согласно обряду «Бхоги Манталу». Костер разжигают с использованием дров, коровьих фекалий, других видов топлива и ненужной деревянной мебели, что символизирует избавление от старых и негативных вещей и новое начало следующего дня, который является днем сбора урожая. В этот день также принято поклоняться плугу и другим сельскохозяйственным инструментам, которые покрываются кумкумом и порошком сандалового дерева. Перед тем, как первый рис скошен, делаются подношения Сурье, богу солнца, и Притхиви, «Матери Земле».